# JUMPER (capsuleの曲)
『JUMPER』（ジャンパー）は、2008年11月5日にcontemodeより発売されたcapsuleの10枚目の数量限定アナログ12インチシングルである（品番：YCJC-10007）。

## 楽曲について
A1.JUMPER
アルバム『MORE! MORE! MORE!』に収録されたバージョンにはないイントロが追加されており、extended-mixに相当する。また、アルバム版とはマスタリングが異なる。

## 収録曲について
全作詞・全作曲：中田ヤスタカ
| #  | タイトル   | 作詞 | 作曲・編曲 | 時間 |
| -- | ---------- | ---- | ---------- | ---- |
| 1. | 「JUMPER」 |      |            | 7:38 |

| #  | タイトル            | 作詞 | 作曲・編曲 | 時間 |
| -- | ------------------- | ---- | ---------- | ---- |
| 1. | 「the Time is Now」 |      |            | 6:30 |